# 安福孔廟
安福孔庙或安福文庙，是位於中華人民共和國江西省安福县的一座孔廟，始建于北宋时期，曾是安福县明清时期的官学的驻地，為清式建築，現存完整，今为安福县博物馆使用，亦为全国重点文物保护单位。

## 沿革
安福孔庙由县令李康成主持修建于北宋元丰四年（1081年），同时也是县学所在地。元祐五年（1090年），其随安福县衙迁至距离旧县府一里的地方，即今安福中学校址，南宋绍兴十三年（1142年），迁建于今址丹霞观。落成後，安福孔庙曾多次遭遇兵燹破坏，又经几次大修:476，明朝正德十六年（1521年），知县余夔按朝廷规定的形制重建，渐成今制。
1987年12月，安福孔庙成为江西省人民政府确定的第三批省级重点文物保护单位:439，1996年，安福县博物馆成立时，借用文庙作为展览场所，并沿用至今，2013年3月5日，安福孔庙被中华人民共和国国务院列为第七批全国重点文物保护单位，之後觀光客逐漸增加，孔廟也成為安福县內重要的公共藝文設施。

## 建筑
据史籍记载，明朝正德十六年（1521年）重建后的孔庙有大成殿、两庑二十四间、戟門、明伦堂、棂星门、日新與时习二斋、库房、馔堂、牲房、儒林門、教谕厅等建筑，大成門前則有泮池，池塘上还架有石砌的狀元橋，建筑的规制则與皇宫相似。
安福孔庙现存建筑的主体结构多在清朝同治二年（1863）修缮，为清式宫廷建筑，其南北长64米，东西宽42米，建筑占地面积约2,688平方米，四周围墙皆为红色:476，中轴分明，左右对称。经过青云桥、櫺星門及圜桥後即為大成門，其左右有名宦祠與鄉賢祠，主体建筑大成殿在大成门後，由砖瓦及木材建成，其脊高13米，屋顶为歇山顶、飞檐斗拱，並铺设有琉璃彩瓦，內立有孔子、孟子、荀子及20位安福出身人物的塑像，殿宇旁則刻有各式雕刻，並繪有山水花鳥、人物故事的圖案，大成門前則有泮池，池塘上亦有狀元橋，均经过多轮维修。安福縣博物館建立後，孔廟的部分建築被開闢為文物展館。